# ارکستر فیلارمونیک مسکو

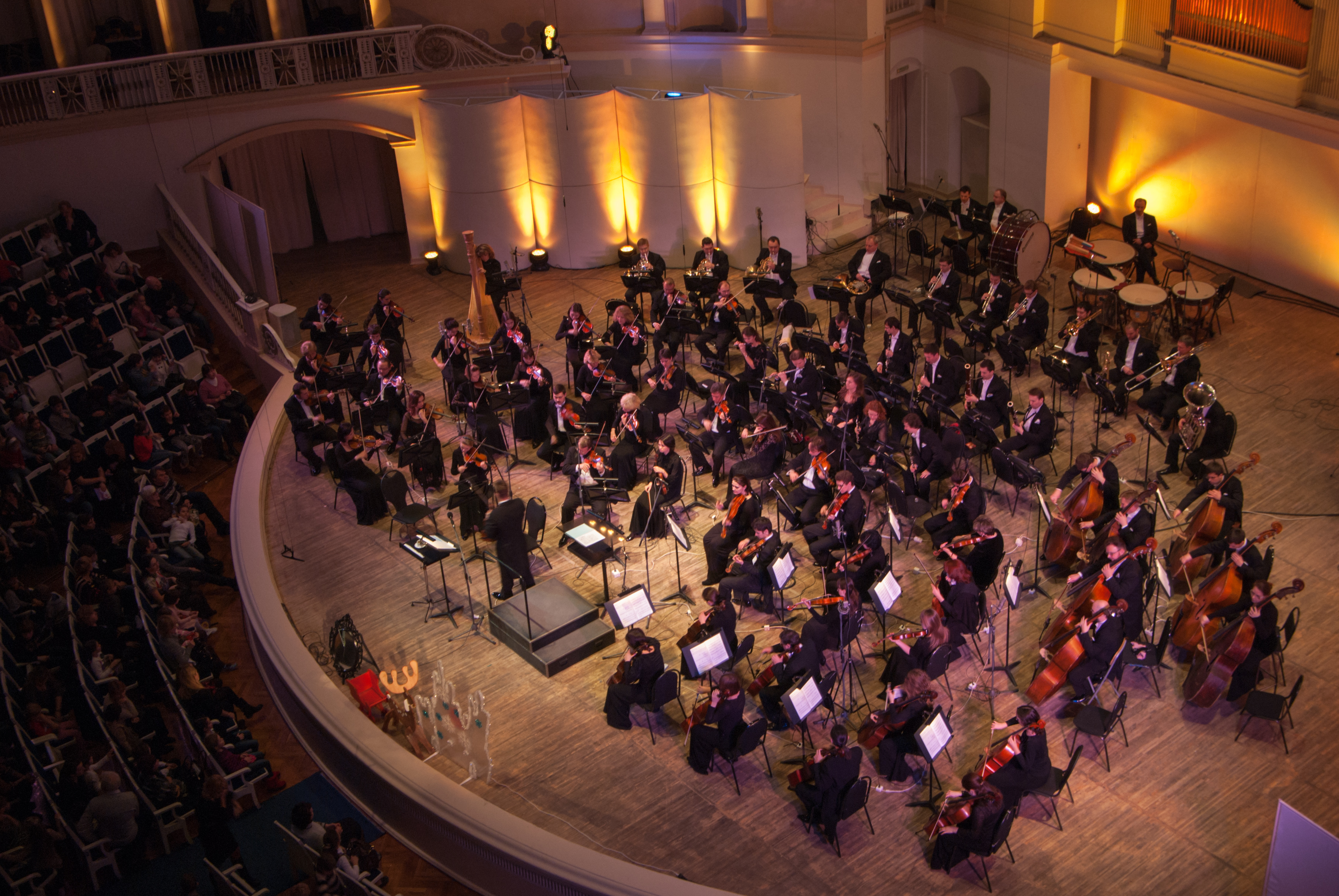
ارکستر فیلارمونیک مسکو

ارکستر فیلارمونیک مسکو یک ارکستر مستقر در شهر مسکو پایتخت روسیه است. در سال ۱۹۵۱ توسط سموئیل سموساد با عنوان ارکستر جوانان مسکو و برای نوازندگان جوان و نوخاسته تشکیل گردید و از سال ۱۹۵۳ به نام فعلی نامیده شد. تا مدتها رهبر این ارکستر کریل کوندراشین بود که در زمان وی سمفونی‌های زیادی من جمله سمفونی چهارم و سیزدهم شوستاکوویچ به اجرا درآمدند.
فعالیت ارکستر فیلارمونیک تحت رهبری یوری سیمونوف در سال ۱۹۹۸ رونق تازه ای گرفت. در سال‌های اخیر برنامه‌های زیادی در انگلیس، فرانسه، آلمان، اسلوونی، کرواسی، لهستان، لیتوانی و اسپانیا و همچنین هنگ کنگ و ژاپن و کره جنوبی به اجرا درآورده است.

## رهبران ارکستر
- Samuil Samosud (1951–1957)
- ناتان Rachlin (1957–1960)
- Kirill Kondrashin (1960–1975)
- دیمیتری Kitaenko (1976–1990)
- واسیلی Sinaisky (1991–1996)
- علامت Ermler (1996–1998)
- یوری Simonov (1998–)

## آثار
- A to Z رهبران ارکستر: نسخه آموزشی باله، ارکستر، سرودخوانی گروهی، کلیسایی - میاسکوفسکی: سمفونی شماره ۲۴ و ۲۵
- پاولوا: تک گویی / نوستالژی نیویورک قدیم / Sulamith (سوئیت)
- شوستاکوویچ: سمفونی شماره هفت معروف به لنینگراد
- تیشچنکو: سمفونی شماره هفت
- زناکیس: Dox-Orkh / Mira Fornes: Desde Tan Tien BIS BIS-CD-772